# Miasteczko Śląskie
Miasteczko Śląskie is een stad in het Poolse woiwodschap Silezië, gelegen in de powiat Tarnogórski. De oppervlakte bedraagt 68,3 km², het inwonertal 7413 (2005).

## Verkeer en vervoer
- Station Miasteczko Śląskie